# Óscar Soliz
Soliz  Villca est un nom espagnol. Le premier nom de famille, en général paternel, est Soliz ; le second, en général maternel, souvent omis, est Villca.
Óscar Soliz Villca, né le 9 janvier 1985 à Villazón, est un coureur cycliste bolivien.

## Biographie
Il a participé aux championnats du monde à Geelong en 2010.
En avril 2012, il gagne la Clásica Panavial en Équateur, grâce au contre-la-montre final. Sept jours plus tard, à Tarija il remporte son cinquième titre de champion national du contre-la-montre. Le lendemain (le 28 avril 2012), il n'obtient que la médaille de bronze de l'épreuve en ligne. Les locaux profitent de leur surnombre pour tenter de l'isoler. À la mi-course, il s'échappe avec deux Tarijeños Heriberto Acosta et son rival Horacio Gallardo. Ce dernier s'impose en les battant au sprint. Leur avance est telle que le quatrième finit à douze minutes et bon nombre d'engagés sont contraints à l'abandon, pour avoir pris un tour de retard.
Vainqueur sortant, il est l'instigateur d'une échappée décisive dans la première étape de la Clásica Internacional de Tulcán 2013. Parti en solitaire, il est rejoint par deux Équatoriens, son équipier Byron Guamá et Juan Carlos Pozo. Guamá leur faussera compagnie pour remporter l'étape, plus de six minutes devant le peloton. Quatre jours plus tard, Guamá remporte l'épreuve devant ses deux compagnons d'échappée du premier jour, Soliz finissant deuxième.
À l'issue du Tour de Colombie, l'équipe Movistar n'engage plus d'équipe pendant quelques semaines. Óscar Soliz trouve, alors, refuge chez ses compatriotes de Pío Rico et s'impose dans la Vuelta a Cotagaita. Mieux quinze jours plus tard, il domine totalement la première édition du Tour du sud de la Bolivie, épreuve de l'UCI America Tour 2013, où il s'impose dans les trois premières étapes et au classement général final.
Début 2015, il confie au site Revistamundociclistico qu'à tout juste trente ans, il est au meilleur moment de sa carrière et qu'il espère en profiter pour étoffer son palmarès durant la saison. En tant que leader de sa formation, il espère bien figurer au Tour de Colombie, objectif principal de son équipe et conserver son titre au Clásico RCN. Il souhaite également être protagoniste dans quelques courses du calendrier national colombien ainsi que dans des épreuves internationales. Son rêve serait de participer au Tour d'Italie ou au Tour d'Espagne, grâce au soutien de Movistar.
En novembre 2017, l'Union cycliste internationale notifie à Óscar Soliz un résultat analytique anormal au CERA, sur des échantillons prélevés lors du précédent Tour de Colombie. À la presse bolivienne, il confie assumer l'erreur d'avoir fait confiance à des tierces personnes. Il dédouane son équipe de toute responsabilité. Soliz dit se mettre à la disposition de l'UCI pour collaborer et qu'elle puisse réduire sa sanction au minimum. En janvier 2018, Óscar Soliz est suspendu par la fédération internationale jusqu'au 31 juillet 2021.

## Palmarès
- 2007
  -  Champion de Bolivie sur route
  -  Champion de Bolivie du contre-la-montre
  - Doble Sucre Potosi GP :
    - Classement général
    - 2e étape

  - Doble Copacabana GP Fides :
    - Classement général
    - 4e étape
- 2008
  -  Champion de Bolivie du contre-la-montre
  - 2e du Tour de Bolivie
- 2009
  - 3e étape du Doble Sucre Potosi GP
  - 5e, 7e et 8e étapes du Tour de Bolivie
  - 2e du Tour de Bolivie
- 2010
  -  Champion de Bolivie sur route
  -  Champion de Bolivie du contre-la-montre
  - Doble Sucre Potosi GP Cemento Fancesa :
    - Classement général
    - 1re, 2e et 5e étapes

  - Tour de Bolivie :
    - Classement général
    - 4e, 7eb et 8ea (contre-la-montre) étapes
- 2011
  -  Champion de Bolivie du contre-la-montre
  - 12e étape du Tour du Costa Rica
- 2012
  -  Champion de Bolivie du contre-la-montre
  - Clásica Internacional de Tulcán (es)
    - Classement général
    - 1 étape

  - 7e, 9eb et 10ea (contre-la-montre) étapes du Tour de Bolivie
  - 3e du championnat de Bolivie sur route
- 2013
  - Tour du sud de la Bolivie :
    - Classement général
    - 1re, 2e (contre-la-montre) et 3e étapes

  - 7e et 10ea (contre-la-montre) étapes du Tour de Bolivie
  - 2e du Tour de Bolivie
- 2014
  -  Champion de Bolivie sur route
  -  Champion de Bolivie du contre-la-montre
  - Clásico RCN
    - Classement général
    - 6e et 10e étapes
- 2015
  -  Champion de Bolivie sur route
  -  Champion de Bolivie du contre-la-montre
- 2016
  -  Champion de Bolivie sur route
  -  Champion de Bolivie du contre-la-montre
  - 2e du Clásico RCN
- 2017
  - 2e du championnat de Bolivie sur route
  - 2e du championnat de Bolivie du contre-la-montre
- 2021
  - 1re étape de la Vuelta a Cochabamba
  - 2e du championnat de Bolivie du contre-la-montre
  - 2e du championnat de Bolivie sur route
- 2022
  - 3e du championnat de Bolivie du contre-la-montre

## Classements mondiaux
| Année            | 2005 | 2006 | 2007 | 2008 | 2009 | 2010 | 2011 | 2012 | 2013 | 2014 | 2015 | 2016 |
| ---------------- | ---- | ---- | ---- | ---- | ---- | ---- | ---- | ---- | ---- | ---- | ---- | ---- |
| UCI America Tour | 300e | 289e | 45e  | 25e  | 79e  | 5e   | 22e  | 104e | 8e   | 29e  | 54e  | 110e |